# 蘇繼
蘇繼（1511年—？），字子志，號晓峰、華峯，山東青州府壽光縣高淮人，軍籍。明朝政治人物，同進士出身。

## 生平
山東鄉試第六十六名舉人。嘉靖二十六年（1547年）中式丁未科會試第二百七十四名，登第三甲第一百六十二名進士。工部觀政，同年任順天府固安縣知縣。任內築城有功，陞任刑部主事，後入祀固安縣名宦祠。歷升员外郎、郎中，官至嘉兴府、南阳府知府、湖廣西河都轉運使。民國《固安縣志》有傳。

## 家族
曾祖蘇潮；祖父蘇文恭；父蘇茂。嫡母劉氏、蕭氏；生母徐氏。慈侍下。弟約、純、绅、鑰、鋭、鎮、锦、欽。子苏九围。